# Optimal Asymmetric Encryption Padding
Optimal Asymmetric Encryption Padding – schemat szyfrowania przypominający sieć Feistela, wymyślony w 1994 przez Bellare’a i Rogawaya. OAEP jest często stosowany w połączeniu z RSA do wstępnego zaszyfrowania wiadomości. OAEP wykorzystuje dwie funkcje haszujące, a także dodaje element losowości, przez co jest schematem niedeterministycznym. OAEP zapewnia bezpieczeństwo „all-or-nothing”, co oznacza, że adwersarz nie może odszyfrować części kryptogramu niezależnie od jego całości. Wynika to z faktu zastosowania funkcji haszujących.

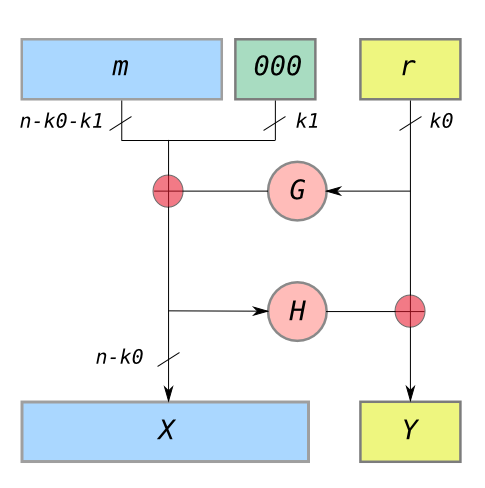
Schemat OAEP
- {\displaystyle n} – długość w bitach modułu RSA,
- {\displaystyle k_{0}} i {\displaystyle k_{1}} – ustalone liczby całkowite,
- {\displaystyle m} – wiadomość długości {\displaystyle (n-k_{0}-k_{1})} bitów,
- {\displaystyle G} i {\displaystyle H} – ustalone funkcje haszujące.

Algorytm szyfrowania:
- konkatenujemy wiadomość {\displaystyle m} z ciągiem {\displaystyle k_{1}} zer, otrzymując ciąg {\displaystyle m00...0} długości {\displaystyle (n-k_{0})} bitów,
- generujemy losowy ciąg {\displaystyle r} długości {\displaystyle k_{0}} bitów,
- wykonujemy {\displaystyle G(r),} otrzymując ciąg długości {\displaystyle (n-k_{0})} bitów,
- {\displaystyle X=m00...0\oplus G(r),}
- {\displaystyle Y=H(X)\oplus r,}
- wynikiem jest konkatenacja {\displaystyle X||Y.}

Algorytm deszyfrowania:
- {\displaystyle r=Y\oplus H(X),}
- {\displaystyle m00...0=X\oplus G(r).}